# ニュースウェーブ (北海道テレビ)
『ニュースウェーブ』（エイチティービー）は、北海道テレビで1990年4月2日から1992年3月27日までに放送されていた平日夕方の北海道向けローカルワイドニュース番組。600ステーション→ステーションEYEの北海道ローカルパートとして放送された。

## 番組概要
- HTB開局以来21年半続いた「ニュースロータリー」が1990年3月30日をもって終了。
- これに伴い新たなローカルニュース番組として前番組でサブキャスターを務めていあた城ゆりをメインに据え放送開始。
- しかし、1991年10月7日にSTVテレビ「どさんこワイド」が始まると、苦戦を強いられ2年で放送終了。
- その後は全国ニュース「ステーションEYE（ANN STATION EYE）」を内包した「myステーション」に代わる。

## 放送時間
- 1990年4月2日 - 1992年3月27日 月曜日 - 金曜日 18:30 - 19:00

## 出演者
- キャスター
  - 城ゆり[1][2]
  - 田口哲之[1]
- お天気キャスター
  - 古道芳孝[1]